# Vietnam en los Juegos Olímpicos de Atenas 2004
Vietnam estuvo representado en los Juegos Olímpicos de Atenas 2004 por un total de 11 deportistas, 6 hombres y 5 mujeres, que compitieron en 8 deportes.
La portadora de la bandera en la ceremonia de apertura fue la atleta Bùi Thị Nhung. El equipo olímpico vietnamita no obtuvo ninguna medalla en estos Juegos.